# Société américaine de microbiologie
La Société américaine de microbiologie (ou ASM pour « American Society for Microbiology »), issue de l’ancienne « Société des bactériologistes américains » est une organisation professionnelle rassemblant des scientifiques spécialisés dans la virologie, bactériologie, mycologie, Phycologie (pour ce qui concerne l'étude des micro-algues et cyanophycées) et l’étude des protozoaires et tous les autres aspects de la microbiologie (c'est-à-dire  l'étude des organismes trop petits pour être visibles à l'œil nu et ne pouvant donc être observés qu’avec un microscope). 
Les membres de l'ASM comprennent à la fois des scientifiques faisant de la recherche fondamentale sur la nature et la vie des micro-organismes, mais aussi des chercheurs actifs dans le domaine de la microbiologie appliquée, par exemple dans le domaine de la recherche des médicaments soignant les maladies causées par des microorganismes, ou dans le domaine de la valorisation ou l’amélioration du potentiel des micro-organismes produisant le fromages, la bière, le pain, le yoghourt, ou dans le domaine de l’utilisation de microorganismes dans l’agriculture ou l’épuration des sols pollués ou de marées noires.

## Histoire
L’ASM a été fondée en 1899 sous le nom de Société des bactériologistes américains. Et rebaptisée en décembre 1960 «American Society for Microbiology." 

## Missions
Selon le site de l'ASM, sa mission est triple :
- Promouvoir les sciences microbiologiques ;
- Appliquer l'étude de la microbiologie à l'accroissement de la compréhension des processus biophysiques de la vie et ;
- Communiquer cette connaissance dans la société, pour notamment améliorer la santé, l'environnement et l'économie.

Pour atteindre ces objectifs, l'ASM :
- prend en charge des programmes d'éducation, de formation et d'information du public,
- publie des livres et des revues,
- crée et/ou anime des ateliers, des réunions, des conférences,
- œuvre à la reconnaissance des réalisations et à la distinction de certains praticiens,
- établit des normes de comportement éthique et professionnel,
- contribue, de manière générale, au développement du domaine de la microbiologie.

## Membres et adhésions
L’ASM est basé aux États-Unis, mais accepte des membres d’autres pays. 
L'association réunit en 2015 environ 43 000 membres dans le monde, dont un tiers environ vivent hors des États-Unis, ce qui en fait la plus grande organisation professionnelle du monde dans le domaine des sciences de la vie.
Les conditions requises pour devenir membre à part entière de la société est, outre de s'intéresse à la microbiologie de détenir au moins un baccalauréat ou un titre équivalent en microbiologie ou dans un domaine connexe. Beaucoup de membres sont titulaires de diplômes de la formation supérieure (Bac + 5 ou plus). 
Les étudiants inscrits dans une formation en microbiologie ou dans un domaine connexe sont admissibles comme membres-étudiants.

## Gouvernance
La structure de gouvernance de l'ASM repose sur deux grands volets. 
1. le Conseil de l'ASM, composé de 88 membres votants, qui est aussi le Conseil d'administration de la Société. Chaque conseiller a la responsabilité fiduciaire des actions et activités de la Société.
2. le Comité chargé d'exécuter la politique du Conseil ou CPC (pour  Council Policy Committee) ; composé de 18 membres votants, il fait office de Comité exécutif du Conseil d'administration. Le PCC a pleine autorité pour agir ad interim au nom du Conseil ; il exerce les fonctions habituelles d'un comité exécutif ; et il effectue d'autres tâches, prévues dans les statuts de l'ASM, mais il doit rendre des comptes sur ces activités et les faire approuver par le Conseil.

Les membres votants de la CPC sont les présidents ou membres pilotant chacun des six unités de programmes majeurs, les membres du Consil et le président de l'Académie américaine de microbiologie et six des membres représentant les deux entités de la société : "divisions et branches". 
Il existe aussi deux comités permanents qui relèvent directement du CPC : 
1. le « Communications Committee » (Un Comité responsable de la communication)
2. le « Professional Practice Committee », responsable des pratiques et de l'éthique professionnelle.

Les présidents de ces deux comités permanents sont membres ex officio du CPC (mais sans droit de vote).

### Présidents
- William Thompson Sedgwick (1900)
- William Henry Welch (1901)
- Herbert William Conn (1902)
- Theobald Smith (1903)
- Frederick George Novy (1904)
- Edwin Oakes Jordan (1905)
- Erwin Frink Smith (1906)
- James Carroll (1907)
- Harry Luman Russell (1908)
- Joseph James Kinyoun (1909)
- Veranus Alva Moore (1910)
- Frederic Poole Gorham (1911)
- William Hallock Park (1912)
- Charles-Edward Amory Winslow (1913)
- Charles Edward Marshall (1914)
- David Hendricks Bergey (1915)
- Thomas Jonathan Burrill (1916)
- Leo Frederick Rettger (1917)
- Robert Earle Buchanan (1918)
- Samuel Cate Prescott (1919)
- Charles Krumwiede Jr. (1920)
- Francis Charles Harrison (1921)
- Lore Alford Rogers (1922)
- Edwin George Hastings (1923)
- Arthur Parker Hitchens (1924)
- Norman MacLeod Harris (1925)
- Hans Zinsser (1926)
- Robert Stanley Breed (1927)
- Alice Catherine Evans (1928)
- Ludvig Hektoen (1929)
- Stanhope Bayne-Jones (1930)
- James Howard Brown (1931)
- Edwin Broun Fred (1932)
- William Mansfield Clark (1933)
- Milton J. Rosenau (1934)
- Karl Friedrich Meyer (1935)
- Thomas Milton Rivers (1936)
- James Morgan Sherman (1937)
- Paul Franklin Clark (1938)
- Arthur Trautwein Henrici (1939)
- Charles Thom (1940)
- Oswald Theodore Avery (1941)
- Selman Abraham Waksman (1942)
- Rebecca Lancefield (1943)
- Ira Baldwin (1944)
- Stuart Mudd (1945)
- James Craigie (1946)
- Thomas Francis Jr. (1947)
- Harold Joel Conn (1948)
- William McDowell Hammon (1949)
- Barnett Cohen (1950)
- Walter James Nungester (1951)
- René Dubos (1952)
- Gail Monroe Dack (1953)
- Cornelis Bernard van Niel (1954)
- Halvor Orin Halvorson (1955)
- Charles Arthur Stuart (1956)
- Perry William Wilson (1957)
- Harry Eagle (1958)
- Philip Rarick Edwards (1959)
- Charles Albert Evans (1960)
- Herald Rae Cox (1961)
- John Edward Blair (1962)
- Robert Lyman Starkey (1963)
- John Roger Porter (1964)
- Orville Wyss (1965)
- Riley Dee Housewright (1966)
- William Bowen Sarles (1967)
- Salvador Luria (1968)
- Dennis Wallace Watson (1969)
- Edwin Michael Foster (1970)
- Robert Hungate (1971)
- Morris Frank Shaffer (1972)
- Robert George Everett Murray (1973)
- Linzy Leon Campbell (1974)
- Philipp Gerhardt (1975)
- Helen Riaboff Whiteley (1976)
- Harlyn Odell Halvorson (1977)
- Aaron Frederick Rasmussen Jr. (1978)
- Edwin Herman Lennette (1979)
- Willis A. Wood (1980)
- Albert Balows (1981)
- Frederick C. Neidhardt (1982)
- John Charles Sherris (1983)
- Robert Pierce Williams (1984)
- Rita Rossi Colwell (1985)
- Moselio Schaechter (1986)
- Jean Brenchley (1987)
- Barbara Hotham Iglewski (1988)
- Alice S. Huang (1989)
- Walter Dowdle (1990)
- Joan W. Bennett (1991)
- Richard Lane Crowell (1992)
- John Ingraham (1993)
- Gail Cassell (1994)
- David Schlessinger (1995)
- Carol A. Nacy (1996)
- Kenneth I. Berns (1997)
- Stanley Falkow (1998)
- Stuart Levy (1999)
- Julian Davies (2000)
- Martha Howe (2001)
- Abigail A. Salyers (2002)
- Ronald Atlas (2003)
- Thomas E. Shenk (2004)
- James Tiedje (2005)
- Stanley Robert Maloy (2006)
- Diane Griffin (2007)
- Clifford Wayne Houston (2008)
- Alison D. O'Brien (2009)
- Roberto Kolter (2010)
- Bonnie Bassler (2011)
- David C. Hooper (2012)
- Jeffery F. Miller (2013)
- Jo Handelsman (Jan-Fév 2014)
- Jeffery F. Miller (Mar-Déc 2014)
- Timothy Donohue (2015)
- Lynn W. Enquist (2016)
- Susan E. Sharp (2017)
- Michele Swanson (2018)
- Robin Patel (2019)
- Victor DiRita (2020)
- Steven Finkel (2021)
- Colleen Kraft (en) (2022)
- Virginia L. Miller (en) (2023)

## Réunions internationales
L'ASM tient chaque année au moins trois réunions internationales  
1. l'Assemblée Générale de l'ASM[3], qui se concentre sur la microbiologie,
2. une conférence pluridisciplinaire sur les agents antimicrobiens et la chimiothérapie, dénommée ASM Biodefense and Emerging Diseases Research Meeting [4] mais plus connue sous le nom ICAAC ; c'est l'une des réunions les plus importants au monde sur les maladies infectieuses.
3. La société organise aussi de nombreuses conférences, séminaires de recherchee et rendez-vous sur des questions de recherche plus spécifiques.

Grâce à sa notoriété, la société peut aussi organiser et gérer des réunions scientifiques de grande portée pour des organisations externes, tels que la Conférence internationale sur les maladies infectieuses émergentes (International Conference on Emerging Infectious Diseases)

## Publications
La société joue aussi un rôle d'éditeur, en éditant 12 revues académiques 
- Antimicrobial Agents and Chemotherapy (de)
- Applied and Environmental Microbiology (en)
- Clinical and Vaccine Immunology (en)
- Clinical Microbiology Reviews (en)
- Eukaryotic Cell (en)
- Infection and Immunity (en)
- Journal of Bacteriology
- Journal of Clinical Microbiology (en)
- Journal of Virology
- Microbiology and Molecular Biology Reviews (en)
- Molecular and Cellular Biology
- mBio

L'ASM publie aussi plusieurs collections de journaux ou mini-revues et le magazine mensuel Microbe (en) destiné à ses membres, mais aussi une collection complète de manuels scolaires via le service d'édition "ASM Press".
Une sélection d'articles provenant des magazine ou revues : Microbe, Focus on Microbiology Education et Microbiology Education sont mis en ligne, destinés à la vulgarisation et à l'éducation à la microbiologie via un portail-ressource dénommé MicrobeLibrary.

## Interactions avec les politiques publiques
Grâce à son Conseil des questions scientifiques et du secteur public (dit PSAB pour "Public and Scientific Affairs Board") la société interagit régulièrement des politiques publiques, en particulier du gouvernement fédéral des États-Unis et du Congrès américain, en produisant des commentaires et témoignages sur les questions portant sur la microbiologie.
En 2003, alors que la question du changement climatique était encore très controversée dans le milieu politique américain, et dans la société, l'ASM a ainsi pris position en publiant un rapport synthétique critique sur la politique publique américaine concernant les changements globaux de l'environnement, en soulignant les liens entre microbes et climat, environnement, pollution, capacité stabilisation ou au contraire exacerbation de la toxicité de certaines métaux par des micro-organismes (ex : mercure/méthyl mercure), et en montrant que les microbes, s'ils contribuent aux changements globaux peuvent aussi parfois aussi être « sources de solutions ». 
Dans ce rapport intitulé « Global Environmental Change - Microbial Contributions, Microbial Solutions » l'ASM recommande de diminuer et gérer l'eutrophisation aux échelles locales et régionales, de restaurer les puits de carbone, de « réduire les émissions de CO2 anthropiques nettes dans l'atmosphère » et de « minimiser les perturbations anthropiques des gaz atmosphériques », en rappelant que les flambées d'un certain nombre de maladies, dont la maladie de Lyme, les infections virales à hantavirus, la dengue, la peste bubonique, et le choléra ont des liens démontrés avec le changement climatique.

## Éducation
L'ONG attache une grande importance à la prise en compte des microbes dans l'éducation. 
Au sein de l'ASM, un "Conseil de l'éducation" a pour mission de promouvoir l'accès à la microbiologie, au développement professionnel dans les meilleures conditions d'excellence et d'avancement de l'enseignement de cette discipline en promouvant la communauté des étudiants et des éducateurs en microbiologie, dans le monde entier. Pour cela, ce Conseil apporte un soutien aux étudiants et éducateurs à tous les niveaux, notamment via des programmes établi par une Commission de l'éducation qui comprennent : 
- une conférence annuelle de recherche biomédicale (ABRCMS) pour les étudiants de minorités (Annual Biomedical Research Conference for Minority Students[8]), qui est une réunion de quatre jours, soutenant la participation des minorités dans les sciences biomédicales et comportementales
- le BioQuest Bioinformatics Institute ; un programme annuel destiné aux professeurs intéressés à la mise en œuvre de la bioinformatique dans un programme d'études,
- l' ASM Conference for Undergraduate Educators, une Conférence dédié à l'excellence en éducation, organisée par l'ASM pour les éducateurs du premier cycle, réunissant près de 300 écoles et facultés de biologie
- un Programme Biology Scholars , etc.

Le Conseil de l'éducation a mis en place un site Web complet, proposant des ressources pour les étudiants diplômés et les chercheurs post-doctorants. Et Microbe Library (publication en ligne de plus de 1500 ressources évaluées par des pairs) est au service de l'éducation supérieure pour le premier cycle en microbiologie.

## Académie américaine de microbiologie
L'Académie américaine de microbiologie (ou AAM pour American Academy of Microbiology) est une organisation honorifique et de promotion de la microbiologie. Elle est la seule du genre entièrement consacré aux microbiologistes et à la microbiologie en tant que discipline scientifique. 
Les membres de l'AAM, sont élus par un processus très sélectif, annuellement évalué par les pairs, sur la base de leurs dossiers de réalisations scientifiques et des contributions originales qui ont fait progresser la microbiologie.
L'académie organise régulièrement des colloques visant à analyser en profondeur des questions critiques ou émergentes en microbiologie. Elle publie aussi des conseils et des recommandations pratiques basés sur l'avancée de la connaissance scientifique.
L'académie attribue enfin des prix honorifiques (ASM scientific achievement awards) qui mettent en valeur l'excellence scientifique ou le leadership scientifique et professionnel en recherche fondamentale et/ou appliquée, et concernant l'éducation à la microbiologie.

## Comité des pratiques professionnelles
La mission de ce comité dit PPC (pour « Professional Practice Committee ») est de donner des occasions et des contenus de perfectionnement professionnel aux membres de l’association afin de les aider à accroître leurs compétences, améliorer leur rendement au travail et mieux contribuer à la profession. 
Le PPC sert la profession des microbiologistes en représentant les microbiologistes cliniques, les immunologistes, les microbiologistes qui travaillent au sein de l'Industries (pharmaceutique, agroalimentaire) ou dans le champ de l'environnement. Il représente aussi ceux qui travaillent dans le domaine de la sécurité biologique.
Pour atteindre sa mission, ce comité contribue à : 
- coordonner les systèmes de perfectionnement professionnel de l'ASM, au nom de ceux qui l’ont élu ;
- développer et commercialiser de nouveaux produits et services utiles à la pratique de la microbiologie ;
- informer le public quant à la façon dont la profession améliore la santé publique et l'environnement ;
- donner une voix identifiable dans la gouvernance de l'ASM pour les mandants.
- maintenir la qualité et de la rigueur et de  réserver la légitimité des programmes d'accréditation ;
- engager les membres et solliciter leurs commentaires sur les améliorations de produits et services existants et sur les nouvelles activités proposées.

L'American College of Microbiology  est l'un des piliers essentielles de la PPC; il supervise trois conseils de certification et un programme de formation postdoctorale.
Une autre mission de la PPC est la maintenance du portail sur la microbiologie clinique , qui abrite de nombreuses ressources et est un forum mondial pour les microbiologistes et des immunologistes cliniques.

## Les programmes internationaux
Notamment grâce au caractère international de son conseil d'administration, l'ASM mène un certain nombre d'activités visant à soutenir la recherche en microbiologie dans le monde. 
Le conseil cherche à développer, soutenir et promouvoir les activités mondiales de l'ASM en produisant ou soutenant un large éventail de programmes et de services éducatifs visant à comprendre les besoins de ses membres internationaux, et en cherchant à y répondre, en construisant des laboratoires aux capacités internationales capables d’aider la microbiologie clinique dans les pays aux ressources limitées.
Les programmes internationaux de l’ASM comprennent :
- un programme de subventions et de bourses internationales.
- l’ASM Ambassador Program (ambassadeurs régionaux, nationaux ou internationaux de la discipline)[11]
- Global Outreach Program, qui donne à ses membres (candidats retenus pour leurs qualités, dans un certain nombre de pays) un accès complet et gratuit à Microbe Library et tous les journaux en ligne de l’association[11].
- International Fellowship Program qui permet sous l’égide du comité « International Education Committee (ou IEC) à des jeunes de pays en développement (Amérique latine, Asie, Afrique et Inde) de venir travailler avec des microbiologists des États-Unis et du  Canada (au moins pour 6 semaines) et d’être assisté d’un membre accrédité de l’ASM dans son institution[11].
- International Professorship Program, qui vise à fournir une expertise microbiologique et de ressources pédagogiques aux professeurs et étudiants du monde entier, avec des cours sur des sujets de microbiologie faits par un expert de l’ASM reconnu pour ses compétences sur le sujet (pour l’instant en Amériquelatine, Asie, Afrique et Inde[11].
- International Mentoring Program , qui vise à associer un jeune scientifique de pays en développement avec un microbiologiste expérimenté de l’ASM, qui pourra l’aider dans sa carrière et pour la relecture de projets de publications scientifiques[11].
- Volunteer Translators Network ; un projet permettant à des members de l’ASM de rendre plus accessibles aux autres membres de l’ASM. des contenus web (de « Microbe Library » notamment) en les traduisant dans la langue d’autres pays (pour l’instant : Espagnol, français et portugais, mais le programme recherche des volontaires pour faire de même dans d’autres langues) [11].
- LabCap Program ou « International Laboratory Capacity Building » (LabCap), qui sous l’égide d’un comité du même nom [12], depuis 2005, invite des membres-experts de l’ASM à renforcer les capacités de la microbiologie dans les pays en développement[11].